# Tilden (Texas)
Pour les articles homonymes, voir Tilden.
La census-designated place de Tilden est le siège du comté de McMullen, dans l’État du Texas, aux États-Unis. Lors du recensement de 2010, elle comptait 261 habitants. Tilden n’est pas incorporée.

## Démographie
| Groupe            | Tilden | Texas | États-Unis |
| ----------------- | ------ | ----- | ---------- |
| Blancs            | 88,9   | 70,4  | 72,4       |
| Autres            | 6,9    | 15,1  | 12,1       |
| Afro-Américains   | 3,1    | 11,9  | 12,6       |
| Métis             | 1,2    | 2,7   | 2,9        |
| Total             | 100    | 100   | 100        |
|                   |        |       |            |
| Latino-Américains | 47,9   | 37,6  | 16,7       |

Selon l'American Community Survey, pour la période 2011-2015, 60,57 % de la population âgée de plus de 5 ans déclare parler l'anglais à la maison, 37,54 % déclare parler l'espagnol et 1,89 % le français.

## Source
- (en) Cet article est partiellement ou en totalité issu de l’article de Wikipédia en anglais intitulé « Tilden, Texas » (voir la liste des auteurs).

1. ↑  (en) « Tilden, TX Population - Census 2010 and 2000 », sur censusviewer.com.
2. ↑  (en) « Population of Texas - Census 2010 and 2000 », sur censusviewer.com.
3. ↑  (en) « Language spoken at home by ability to speak English for the population 5 years and over », sur factfinder.census.gov.